# انتقام گربه
انتقام گربه نام یک کتاب ادبی است که توسط آرتور شنیتسلر، نویسندهٔ اهل آلمان نوشته شده‌است. این کتاب یکی از آثار مشهور ادبی جهان است.
این کتاب توسط ذبیح‌الله منصوری در درهه ۱۳۲۰ به فارسی ترجمه شده و در مجموعه خاص کتابخانه ایرانشناسی نگهداری می شود.